# Kállai Mária
Kállai Mária (Szolnok, 1957. december 5. –) magyar közoktatási vezető, pedagógia szakos előadó, magyar–orosz szakos általános iskolai tanár, politikus; 2018. május 8. óta a Fidesz – Magyar Polgári Szövetség országgyűlési képviselője.

## Életrajz

### Tanulmányai
1976-ban a szolnoki Verseghy Ferenc Gimnáziumban maturált. 1980-ban a Ho Si Minh Tanárképző Főiskolán magyar–orosz szakos általános iskolai tanári diplomát szerzett. 1988-ban az Eötvös Loránd Tudományegyetem Bölcsészettudományi Karán pedagógia szakos előadó végzettséget szerzett. 1999-ben közoktatás vezetői végzettséget szerzett a Janus Pannonius Tudományegyetemen. PhD fokozatát Budapesten szerezte meg 2002-ben nevelés- és sporttudományok tudományágban, neveléstudományi kutatások szakterületen.
C típusú középfokú német nyelvvizsgája van. Macedón és angol nyelveken társalgási szinten, orosz nyelven tárgyalási szinten tud.

### Munkássága
1980 és 2006. október 12. között a Szandaszőlősi Általános Iskola, Művelődési Ház és Alapfokú Művészetoktatási Intézmény dolgozója (pedagógus, igazgatóhelyettes, majd igazgató).
A székesfehérvári Kodolányi János Főiskolán oktatott docensként. A Pázmány Péter Katolikus Egyetem Bölcsészet- és Társadalomtudományi Karán oktat.
2012. október 1-jén a Jász-Nagykun-Szolnok Megyei Kormányhivatal kormánymegbízottja lett.
A 2018-as vagyonnyilatkozata szerint a Okszer Bt.-ben 33,3%-os arányú tulajdoni érdekeltsége van.

### Politikai pályafutása
2006 és 2012 között Szolnok humán területekért felelős alpolgármestere.
2018. május 8. óta a Fidesz – Magyar Polgári Szövetség országgyűlési képviselője, ugyanaznaptól a Kulturális bizottság alelnöke. 2018. június 25. óta a Kulturális bizottság a bizottság feladatkörébe tartozó törvények végrehajtását, társadalmi és gazdasági hatását, valamint a deregulációs folyamatokat figyelemmel kísérő albizottságának az elnöke. 2018. július 4. óta a Kulturális bizottság Női Méltóságért Albizottságának a tagja.
Első benyújtott indítványa az Országgyűlésben 2018. november 16-i, melynek címe „Hogyan szolgálják a minisztérium közútfejlesztési tervei Szolnok város, annak térsége és a megye gazdasági fejlesztését?”.